# Roma-Napoli-Roma 1930
La Roma-Napoli-Roma 1930, venticinquesima edizione della corsa, si svolse dal 20 al 21 settembre 1930 su un percorso di 504 km, suddiviso su 2 tappe. La vittoria fu appannaggio dell'italiano Michele Mara, che completò il percorso in 19h16'53", precedendo i connazionali Raffaele Di Paco e Domenico Piemontesi.

## Tappe
| Tappa  | Data         | Percorso      | km  | Vincitore di tappa | Leader cl. generale |
| ------ | ------------ | ------------- | --- | ------------------ | ------------------- |
| 1ª     | 20 settembre | Roma > Napoli | 252 | Michele Mara       | Michele Mara        |
| 2ª     | 21 settembre | Napoli > Roma | 252 | Michele Mara       | Michele Mara        |
| Totale | Totale       | Totale        | 504 |                    |                     |

## Dettagli delle tappe

### 1ª tappa
- 20 settembre: Roma > Napoli – 252 km

Risultati
| Pos. | Corridore        | Squadra | Tempo |
| ---- | ---------------- | ------- | ----- |
| 1    | Michele Mara     | Bianchi | ?     |
| 2    | Pio Caimmi       | Gloria  | s.t.  |
| 3    | Raffaele Di Paco | Maino   | s.t.  |

| Pos. | Corridore    | Squadra | Tempo |
| ---- | ------------ | ------- | ----- |
| 1    | Michele Mara | Bianchi | ?     |

### 2ª tappa
- 21 settembre: Napoli > Roma – 252 km

Risultati
| Pos. | Corridore           | Squadra | Tempo |
| ---- | ------------------- | ------- | ----- |
| 1    | Michele Mara        | Bianchi | ?     |
| 2    | Domenico Piemontesi | Bianchi | s.t.  |
| 3    | Ambrogio Morelli    | Gloria  | s.t.  |

| Pos. | Corridore           | Squadra | Tempo     |
| ---- | ------------------- | ------- | --------- |
| 1    | Michele Mara        | Bianchi | 19h16'53" |
| 2    | Raffaele Di Paco    | Maino   | s.t.      |
| 3    | Domenico Piemontesi | Bianchi | s.t.      |

## Classifiche finali

### Classifica generale
| Pos. | Corridore                 | Squadra                   | Tempo                     |
| ---- | ------------------------- | ------------------------- | ------------------------- |
| 1    | Michele Mara              | Bianchi-Pirelli           | 19h16'53"                 |
| 2    | Raffaele Di Paco          | Maino-Clément             | s.t.                      |
| 3    | Domenico Piemontesi       | Bianchi-Pirelli           | s.t.                      |
| 4    | Ambrogio Morelli          | Gloria-Hutchinson         | s.t.                      |
| 5    | 8 ciclisti a s.t. ex æquo | 8 ciclisti a s.t. ex æquo | 8 ciclisti a s.t. ex æquo |